# 井村恒郎

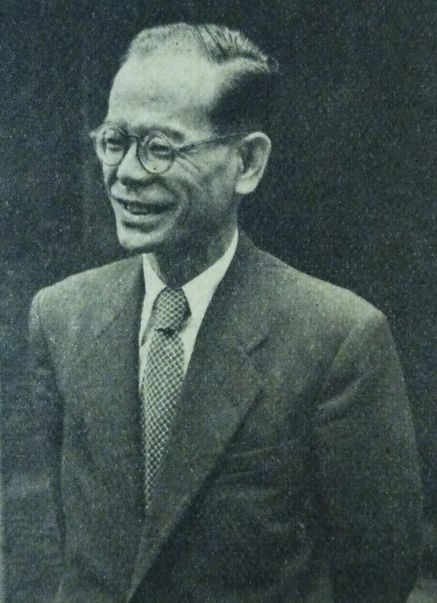
1954年の井村

井村 恒郎（いむら つねろう、1906年9月17日 - 1981年8月22日）は、日本の精神医学者。国立精神衛生研究所心理学部長等を歴任。日本大学名誉教授。学位は、医学博士（東京大学・1941年）。

## 経歴
千葉県銚子市生まれ。水戸高等学校卒、1929年京都帝国大学文学部哲学科卒業。1934年東京帝国大学医学部卒業、東京帝国大学医学部附属病院精神科副手。35年同助手、1940年同外来診療所医長。41年「失語症に於ける失行性症状」で東京大学より医学博士の学位を取得。同年軍事保護院傷痍軍人下総療養所医官。44年日本精神学会学会賞（森村賞）受賞。1947年国立国府台病院副院長兼神経科医長。49年国立東京第一病院神経科医長。1952年国立精神衛生研究所心理学部長。1955年日本大学医学部精神神経科教授、社団法人鵬友会精神衛生問題研究所長。1973年日本大学名誉教授。

## 著書
- 『神経症とは何か その診断と治療』日本医学雑誌 1950 医家叢書
- 『現代病 おのれを失える人びと（考える世代とともに）』光文社 1953
- 『心理療法』世界社 臨床心理学叢書 1952
- 『精神医学研究 第1（精神病理学）みすず書房 1967
- 『精神医学研究 第2（脳病理・神経症論）』みすず書房 1967
- 『井村恒郎著作集』みすず書房 1983-84

第1巻（精神病理学研究）1983
第2巻（脳病理学・神経症）1983
第3巻（分裂病家族の研究）1984
別巻「井村恒郎・人と学問」懸田克躬編 1983
- 『失語症論』みすず書房 2010

### 共編著
- 『異常心理学講座』懸田克躬・島崎敏樹・村上仁共編 みすず書房 1954-58
- 『現代生理学 第6 精神の生理学』懸田克躬共編 河出書房 1955
- 『新心理学講座 第2　異常と犯罪の心理学』編 河出書房 1956
- 『臨床心理検査法』監修・共著 医学書院 1963
- 『現代人間学 第4 人のこころ 第2』笠松章共編 みすず書房 1967
- 『神経症』共著 医学書院 1967

### 翻訳
- フランツ・アレクサンダー『理性なき現代 社會生活における非合理的な力の研究』懸田克躬・佐々木斐夫共訳 みすず書房 1950
- カレン・ホルネイ『精神分析の新しい道』加藤浩一共訳 日本教文社 1952
- 『フロイド選集 第4巻　自我論』日本教文社 1954
- 『フロイド選集 第10巻 不安の問題』加藤正明共訳 日本教文社 1955
- S.フロイト『性と精神分析』世界性学全集 共訳 河出書房新社 1957
- 『フロイド選集 第1・2 精神分析入門』改訂版 日本教文社 1969-70
- 『フロイト著作集 第6 自我論・不安本能論』小此木啓吾ほか共訳 人文書院 1970
- フロイド『精神分析入門』馬場謙一共訳 日本教文社 1994

## 論文
- 「失語症における先行性症状 上中下」『精神神経学雑誌』第44巻 5号 - 7号 1940
- 「失語-日本語に於ける特性 (宿題報告)」『精神神経学雑誌』 第47巻 4号 1943
- 「精神病理学における実存主義」小山書店編集部編『叙説』第3輯・実存主義特輯 1947
- 「前々頭ロボトミーについて精神病理学的反省」『脳神経』第1巻 1949
- 「神経症的な生活設計」『青年心理』第1巻 4号 1950
- 「精神分析学の過去と現在」『児童心理』第5巻 5号 1951
- 「適応の障害」『現代の心理学 4. 性格の心理』金子書房 1952
- 「新フロイト派について」『思想』第342号 1952年12月
- 「失語症」『異常心理学講座 第2部 精神病理学E. 脳病理学（第二分冊）』みすず書房 1954
- 「人格の病理とその社会的背景」『現代宗教講座 2. マルクス主義か宗教か』創文社 1954
- 池田由子と共著「心理療法」『心理学講座 7. 臨床心理』中山書店 1954
- 「軍隊における異常心理-戦争神経症を中心にして」『異常心理学講座 第3部 限界状況における人間の心理（第一分冊）』みすず書房 1955
- 「知覚抗争について-両頭頂脳損傷の場合」『精神神経学雑誌』第60巻 12号 1958
- 「分裂病の心因論」中篇『精神分裂病』医学書院 1959
- 「分裂病家族の事例研究にあたって」『精神医学』第12巻 11号 1970
- 木戸幸聖と共著「コミュニケーションの病理」『異常心理学講座 9. 精神病理学 3 』みすず書房 1973